# Штани

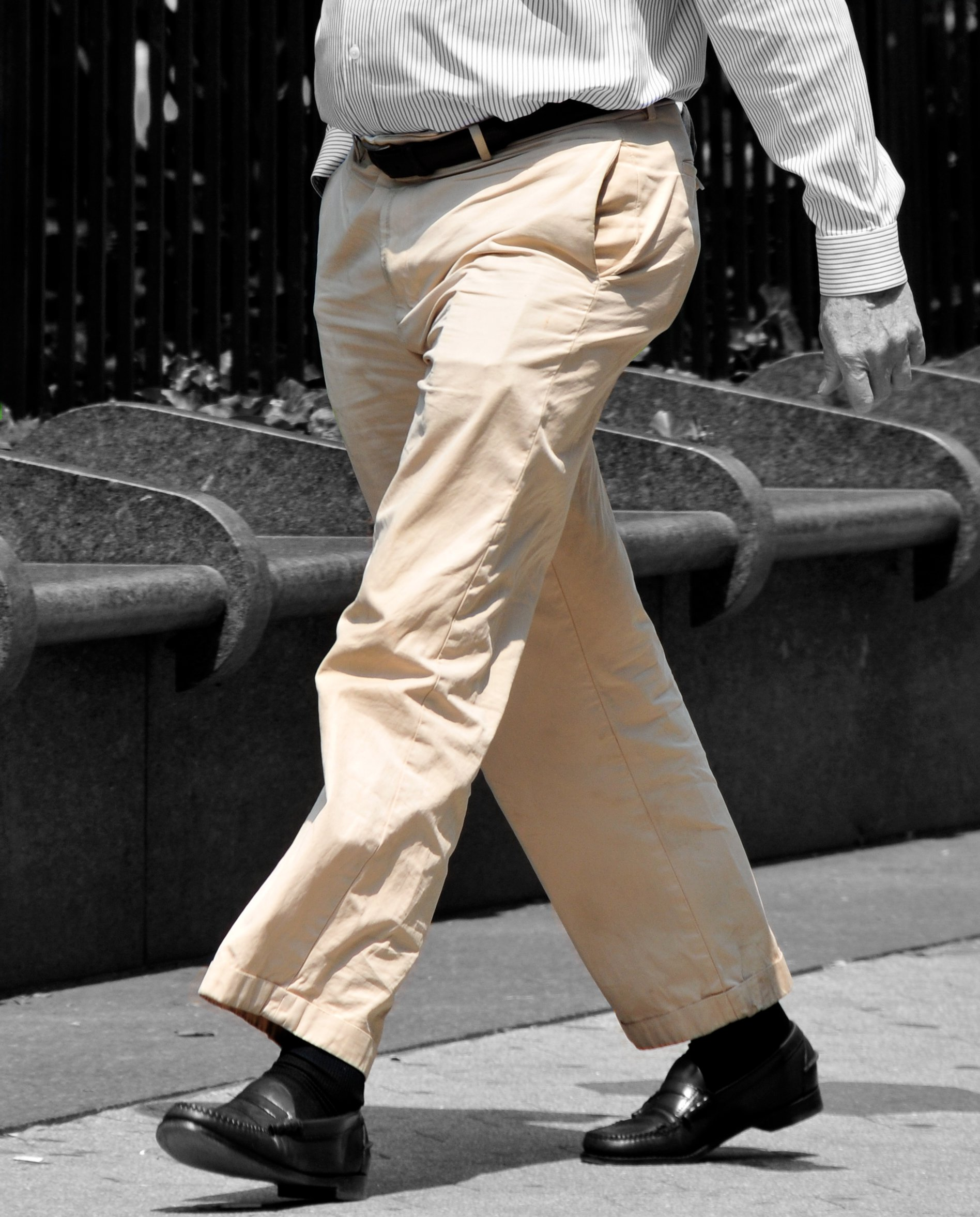
Штани

Штани́ або брю́ки, діал. га́чі, ногави́ці, заст. панталони — різновид верхнього одягу, який захищає ноги, сідниці, геніталії та низ живота. Складається з двох зшитих частин, що облягають ноги — холош чи штанин.

## Етимологія
Слово штани походить від прасл. *šьtany, що являє собою форму множини слова *šьt-ana (варіант штані походить від форми двоїни *šьtaně). Значенням *šьt-ana (раніша форма *šitana < *si̯ŭtana) було «тканина, що зшиваєтся чи пришивається до другої», і пов'язується з дієсловом *šiti. Менш ймовірними є версії тюркського (від дав.-тюрк. ičton — «внутрішній, нижній одяг, штани»), іранського (ір. štāna — «нога», «холоша»), романського (італ. sottana, фр. soutane — «довгий одяг, сутана») походження, а також виведення від пра-і.є. *steg-/*stog- («покривати»).
Діалектне гачі походить від прасл. *gatjě. Малоймовірна версія походження від угор. gatya, оскільки це слово вважається запозиченям зі слов'янських.
Застаріле панталони походить з французької мови (pantalon). Окрім чоловічих штанів, панталонами називають і різновид жіночої спідньої білизни, довгі труси, які покривають нижню частину тулуба від пояса звичайно до колін.

## Різновиди
Сучасні класичні штани за довжиною повинні закривати половину підбора черевиків. Короткі штани називають шортами. Популярні також штани довжиною нижче колін, котрі часто називають бриджі.
За покроєм розрізняють такі типи штанів:
- класичні (брюки)  — частина класичного чоловічого костюму; як правило, прасуються "на стрілки"; низ холоші знизу підшивається кіперною стрічкою
- шаровари — азійські широкі штани
- рейтузи
- лосини
- кюлоти
- хакама — японські широкі штани
- (англ. buggy-pants) — частина вбрання прихильників культури хіп-хопу, особливо широкий покрій та носяться на стегнах дуже низько
- (англ. Hipster) — штани з низькою талією, сидять на стегнах, на відміну від класичних не закривають пупа
- (англ. Bondage pants) — штани з великою кількістю ремінців, замків та кишень, особливо популярні серед прихильників панк-культури
- бриджі (від англ. Breeches) — частина одягу чоловіків від кінця 16 століття до початку 19, а також частина вбрання прислуги — лівреї
- банани — спочатку покрій штанів для жінок, проте у 80-х роках були популярними і серед чоловіків. Вирізняються знизу звуженими штанинами

За матеріалом розрізняють такі типи штанів:
- шкіряні
- вельветові
- джинси
- гумові

За призначенням розрізняють такі типи штанів:
- спецодяг:
  - робочі (спецівка)
  - термостійкі (у пожежників)
- спортивні:
  - для їзди на велосипеді
  - для бігу
  - для їзди верхи

## Історія

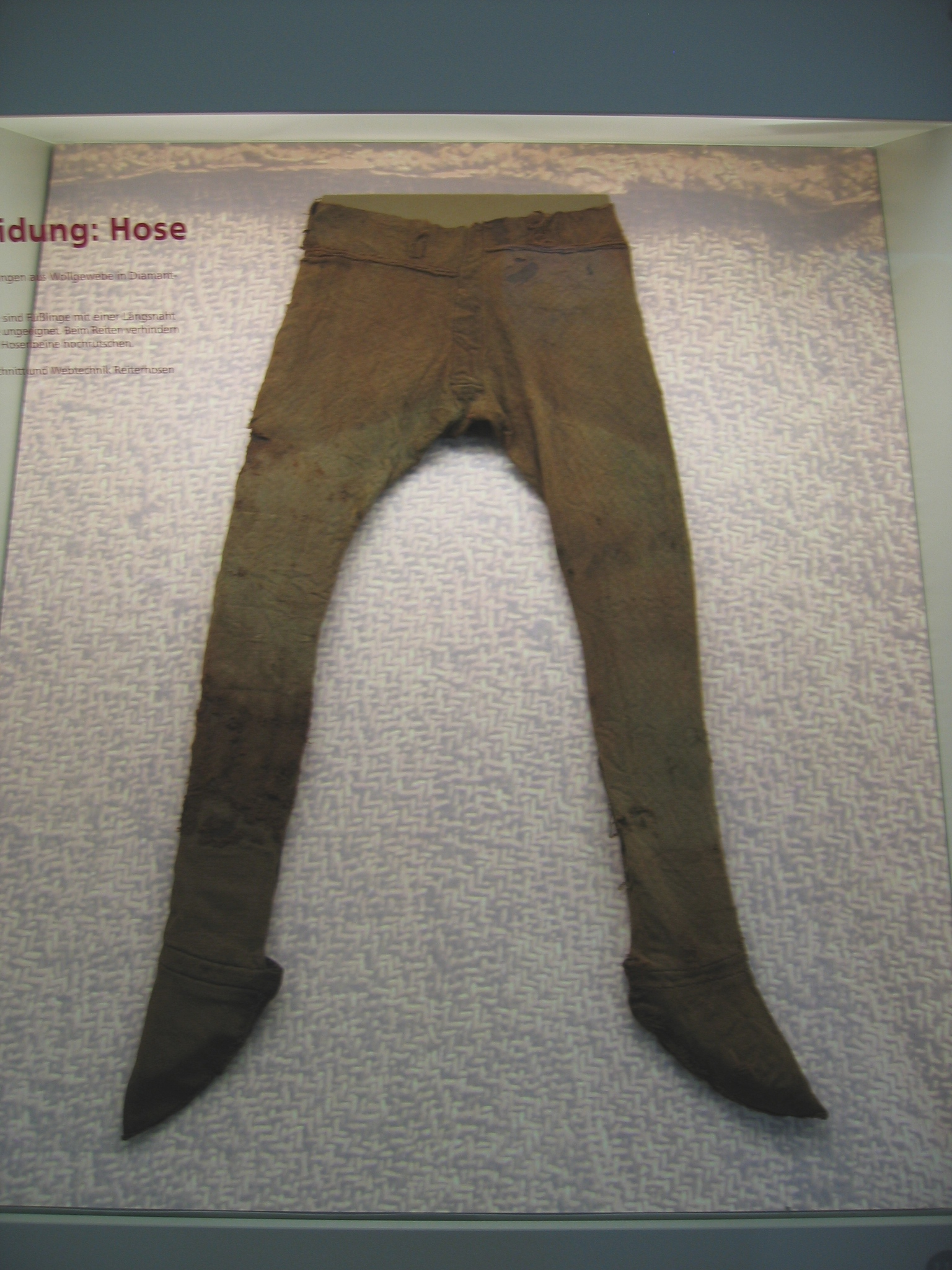
Штани германця, археологічна знахідка 4 століття н. е.

Штани винайшли ще в доісторичні часи.

### Українське вбрання
Поясним одягом українських чоловіків служили штани (гачі, ґачі, ґаці, шаровари, ногавиці, порти, портки, портяниці). Вважається, що цей вид одягу винайшли скіфи, котрі велику частину свого життя проводили в сідлі. З найдавніших часів слов'яни носили вузькі полотняні штани. Штани шилися із грубого полотна на літо, із сукна — на зиму. 
Було два типи крою
- вузькі штани у тих місцевостях, де сорочку носили «навипуск» (давній слов'янський спосіб),
- широкі, де її заправляли у штани (запозичення в кочівників). Запорізькі козаки запозичили фасон своїх широчезних шароварів у тюркських народів.

Вузькі штани в Україні також були називали ґаланці́. Жителі Прикарпаття носили штани з жовтого або білого домотканого сукна, а у високогірних районах Карпат і на Закарпатті шили також зимові штани з овчини хутром усередину.
Існує 2 варіанти покрою вузьких штанів — залежно від того, де застосовано клини (Полісся, Бойківщина). У стані рубець полотняних штанів викінчується «очкуром» (шнурком, протягненим через верхню закладку). У сукняних штанях на стані через петлі протягали шкіряний ремінь. Штани рідко і скупо прикрашали. В гуцулів на сукняних штанях бували декоративні шви. У підгірян і бойків тоненькою монохромною (як правило, зеленою) смужкою вишивки прикрашали кишені (новіша традиція). На Покутті полотняні штани мали білі мережки. На Лемківщині сукняні штани мали кольоровий випуск і металеві ґудзики.